# Brama Starotoruńska w Toruniu
Brama Starotoruńska – jedna z ośmiu bram Starego Miasta, która niegdyś znajdowała się w okolicy skrzyżowania obecnych ulic Fosa Staromiejska i Pod Krzywą Wieżą z ulicą Kopernika zamykając tę ostatnią. Rozebrana pod koniec XIX wieku.

## Historia
Brama została wzniesiona w drugiej połowie XIII wieku. Była pierwszą bramą wybudowaną w pierścieniu murów średniowiecznego Torunia, a zarazem jedyną bramą Starego Miasta wychodzącą w kierunku zachodnim.
W 1429 roku, dla wzmocnienia obrony bramy, wybudowano barbakan projektu mistrzów Anzelma i Mikołaja Vynkentzayla. W 1635 roku część bramy uległa zawaleniu.
Barbakan Starotoruński, podobnie jak Chełmiński uległ zniszczeniu podczas tragicznego dla Torunia oblężenia przez wojska szwedzkie Karola XII w 1703 roku – został wysadzony. Brama przetrwała aż do drugiej połowy XIX wieku i została rozebrana z polecenia władz pruskich, prawdopodobnie w 1887 roku. Ostatecznie niwelację terenu po barbakanie zakończono na początku 1920 r. Zachowały się jedynie fragmenty szyi bramnej, murów fosy barbakanu i murów fosy pomiędzy dawną bramą a Krzywą Wieżą. 
W miejscu fosy, w bezpośrednim sąsiedztwie dawnej bramy, znajduje się fontanna. W pierwszych latach XXI wieku postawiono pamiątkową tablicę upamiętniającą istnienie Bramy Starotoruńskiej.

## Opis
Brama była typową czterokondygnacyjną basztą, od której odróżniał ją jednak fakt, że pod spodem przebito przejście. Po zawaleniu się części bramy w 1635 jej kształt uległ poważnej zmianie – przebudowano ją w taki sposób, że od strony zewnętrznej ponad przejściem pozostały dwie kondygnacje, zaś od strony miasta jedna. Całość przykryto spadzistym dachem.
Brama była połączona z barbakanem oraz głównym ciągiem murów szyją bramną o długości 26, a szerokości 8 metrów. Półtorametrowej grubości mur szyi zapewniał bezpieczne poruszanie się na linii brama – barbakan. Dodatkowo sam barbakan chroniony był własną suchą fosą o szerokości 10 metrów. Sama, okrągła w przekroju, budowla liczyła 17 metrów wysokości i składała się z czterech części. Dolna kondygnacja miała około 25 metrów średnicy. Część druga była węższa, natomiast kondygnacja trzecia, jako że mieściła machikuły, znów była szersza. Machikułem nazywano wysunięty przed lico muru ganek z otworami w podłodze umożliwiający wyrzucanie pocisków. Ostatnie piętro zakończone spiczastym dachem ponowne zwężenie, bowiem mieścił się tam jedynie punkt obserwacyjny. Innowacyjnym elementem obronnym było połączenie z jednopiętrowym przedbramiem, które skierowano pod pewnym kątem  w stosunku do szyi bramnej w stronę Wisły. Celem takiego rozwiązania było uniknięcie sytuacji, kiedy to nieprzyjaciel atakowałby jednocześnie i barbakan i bramę, a także umożliwienie ostrzału z murów miejskich bez niebezpieczeństwa uszkodzenia własnego barbakanu. Most ponad fosą barbakanu był drewniany, co pozwalało na spalenie gdyby zaszła taka potrzeba. Rozwój technik artyleryjskich spowodował również wzrost znaczenia Barbakanu Starotoruńskiego, który był wówczas w stanie bronić cały zachodni odcinek murów: od Wisły, poprzez tamę spiętrzającą wodę w fosie, aż po stojąca na północno-zachodnim rogu murów basztę Koci Ogon.

## Nazwa
Brama Starotoruńska swoją nazwę zawdzięcza Staremu Toruniowi, osadzie położonej około 10 kilometrów od obecnego centrum, gdzie w 1233 roku lokowano pierwotne krzyżackie miasto Toruń; nie zaś od Starego Miasta Torunia, stanowiącego część toruńskiego zespołu staromiejskiego.

## Galeria

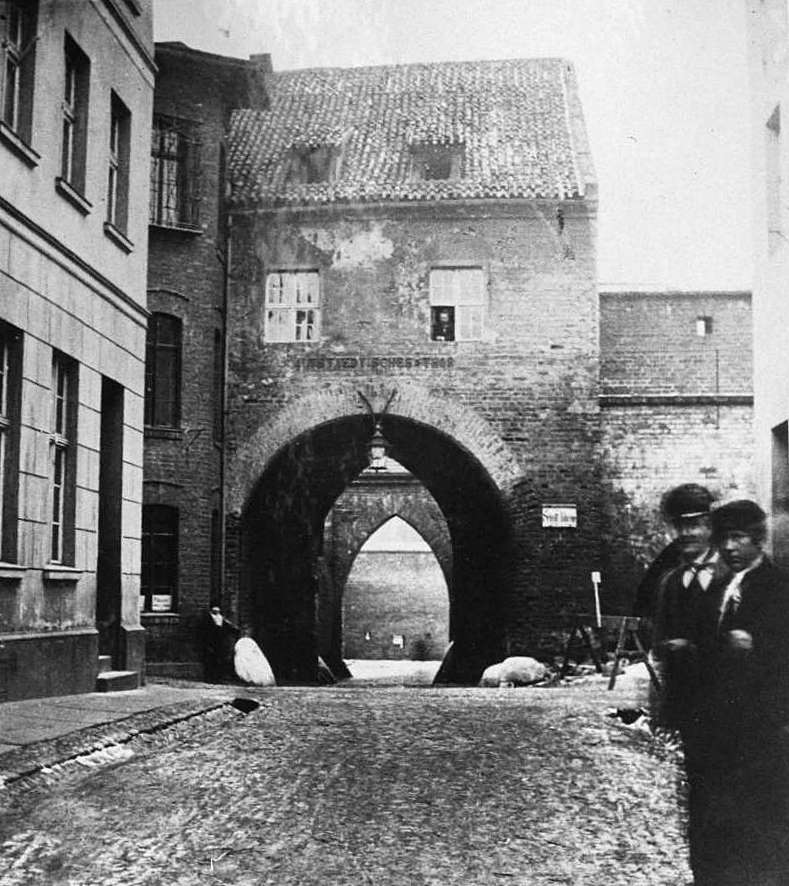
Widok Bramy Starotoruńskiej od wschodu, z obecnej ulicy Kopernika; 1867 r.
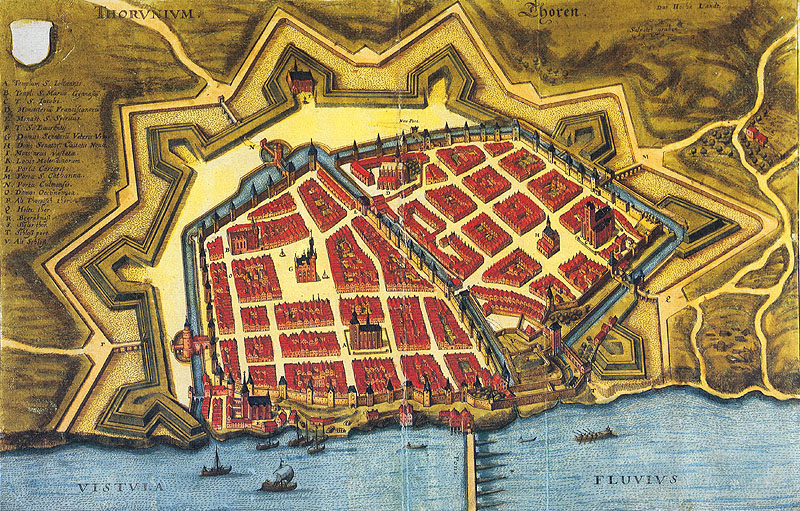
Plan Torunia z 1641 roku z widocznymi na zachodzie zabudowaniami Bramy i Barbakanu Starotoruńskiego